# Gavião Peixoto (kommun)
Gavião Peixoto är en kommun i Brasilien.   Den ligger i delstaten São Paulo, i den sydöstra delen av landet, 700 km söder om huvudstaden Brasília. Antalet invånare är 4 420.
Följande samhällen finns i Gavião Peixoto:
- Gavião Peixoto

Omgivningarna runt Gavião Peixoto är en mosaik av jordbruksmark och naturlig växtlighet. Runt Gavião Peixoto är det glesbefolkat, med 18 invånare per kvadratkilometer.